# Hans Steffen (Geograph)

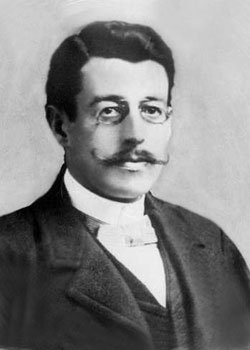
Hans Steffen
Porträt aus dem Jahrbuch der Universität zu Chile

Hans Steffen (eigentlich Friedrich Emil Johannes Steffen, in Chile Juan Steffen Hoffmann; * 20. Juli 1865 in Fürstenwerder, Preußen; † 7. April 1936 in Davos, Schweiz) war ein deutscher Geograph, der umfangreiche hydrographische Studien in Süd-Chile durchführte. Mit der Bestimmung der kontinentalen Wasserscheide in West-Patagonien und als technischer Berater der chilenischen Regierung leistete er einen bedeutenden Beitrag zur friedlichen Festlegung der seinerzeit strittigen Grenze mit Argentinien.

## Leben

### Werdegang
Hans Steffen wurde als Sohn des Militärarztes Karl Emil Steffen und dessen Frau Anna Luise Hoffmann in Fürstenwerder in der Uckermark geboren. Die Familie zog einige Jahre später nach Berlin-Charlottenburg, wo er das humanistische Berliner Kaiserin-Augusta-Gymnasium besuchte. Im Alter von 18 Jahren begann er 1883 ein Studium der Geographie und der Geschichte an der königlichen Friedrich-Wilhelm-Universität zu Berlin. Dort hörte er neben Ernst Curtius und Theodor Mommsen unter anderem die Vorlesungen des Geographen Ferdinand von Richthofen. Nach einem Jahr wechselte er an die Universität Halle, wo der Geograph Alfred Kirchhoff sein akademischer Lehrer wurde. Im Jahr 1886 promovierte Hans Steffen mit einer geographischen Studie über Unterfranken. Im folgenden Jahr arbeitete er in Rudolstadt als Sachverständiger für Geographie an der von Philipp von Nathusius herausgegebenen Neuauflage der Deutschen Encyklopädie mit. 1888 trat er seinen Wehrdienst an, beendete ihn aber krankheitsbedingt vorzeitig.

### Lehrer und Forscher in Chile
Im Jahr 1889 wurde Hans Steffen von der Regierung des chilenischen Präsidenten José Manuel Balmaceda als Dozent für Geschichte und Geographie an das neu gegründete Pädagogische Institut der Universität von Chile in Santiago berufen und gehörte dort zusammen mit sechs anderen Deutschen (Alfred Beutell, Friedrich Hanssen, Friedrich Johow, Rudolf Lenz, Reinhold von Lilienthal, Jürgen Heinrich Schneider) zum ersten Lehrkörper für die Ausbildung von Oberstufenlehrern. Steffen war von den diplomatischen Vertretern Chiles in Berlin auf Empfehlung Ferdinand von Richthofens ausgewählt worden und gehörte innerhalb der Gruppe der deutschen Gelehrten zu der Minderheit, die keine Habilitation nach deutschem Hochschulrecht vorzuweisen hatte (außer Steffen galt dies nur noch für Schneider und ab 1891 auch für August Tafelmacher, der den nach Münster berufenen Mathematiker Lilienthal ersetzte).
Ein ehemaliger Schüler, der chilenische Historiker Luis Galdames (1881–1941), beschrieb Steffens Dozierweise aus Studentensicht:

«El doctor Steffen es alto, delgado, flexible, de una tez enjuta y curtida, color rojizo, inclinado a moreno. Sus cabellos, de tinte castaño, son abundantes, pero los lleva cortos; la frente es despejada y subraya la expresión haciendo arrugas; los lentes de oro estrechan la nariz y velan la mirada inquisidora que sale de unos ojos oscuros y pequeños. […] habla ligero, en español correcto, pero de acentuada pronunciación germánica; y su gesto es de una seriedad inalterable. Jamás se insinúa ni sonríe; sólo expone y ordena. Entra siempre a la sala con el mismo ademán de colgar el sombrero y sentarse para decir su relato, con la ayuda del cuadernillo impreso. Más tarde supimos que se trataba de unos textos alemanes, escritos por Meyer y muy usados en los colegios de Prusia. […] La clase de Historia se alternaba con la de Geografía Física; y aquí sí que las cosas cambiaban. El profesor abandonaba el texto; y de pie junto a la pizarra, hacía su demostración con tiza de colores, explicando detalladamente cada rasgo orográfico, cada ley climatológica, cada materia oceanográfica, etc. Y  todo animadamente, con la unción y el placer de enseñar. Incuestionablemente, estábamos delante de un geógrafo. Tal era, por cierto, la especialidad del doctor Steffen, su vocación manifiesta. Nunca le agradeceremos lo bastante sus lecciones geográficas, como tampoco le agradecerá lo bastante el país sus exploraciones patagónicas.»

„Doktor Steffen ist groß, schlank, gelenkig und hat ein hageres, abgehärtetes Gesicht mit rötlichem, ins Kupferbraune spielenden Teint. Sein kastanienbraunes Haar ist füllig, aber er trägt es kurz; die Stirn ist breit und unterstreicht durch ihre Falten die ausdrucksvolle Mimik; die goldene Brille verschmälert die Nase und verschleiert den forschenden Blick der kleinen, dunklen Augen. […] er spricht fließend, fehlerfrei Spanisch, aber mit starkem deutschen Akzent, und sein Gestus ist von beständigem Ernst. Niemals ist er anbiedernd, noch lächelt er; er teilt nur mit und ordnet an. Er betritt den Saal stets mit der Angewohnheit, in immer derselben Weise seinen Hut aufzuhängen und sich zu setzen, um dann seinen Vortrag mit Hilfe eines kleinen gedruckten Heftes zu halten. Später fanden wir heraus, dass es sich um deutsche Lehrbuchtexte handelte, geschrieben von Meyer und viel benutzt an preußischen Schulen. […] Auf die Geschichtsstunde folgte der Geographieunterricht, und hier ging es ganz anders zu: Jetzt ließ der Lehrer das Buch beiseite; an der Tafel stehend hielt er seine Vorführung mit bunter Kreide, erklärte detailliert jedes orographische Merkmal, jedes klimatologische Gesetz, jeden meereskundlichen Lehrstoff, etc. Und alles mit Lebendigkeit und spürbarem Gefallen am Unterrichten. Ohne Frage hatten wir einen Geographen vor uns. Dies war ganz offensichtlich das Spezialgebiet von Doktor Steffen, seine offenkundige Berufung. Niemals können wir ihm genug für seine Geographiestunden danken, wie auch das Land ihm seine patagonischen Forschungen nie hinreichend zu danken vermag.“

### Die Patagonien-Expeditionen

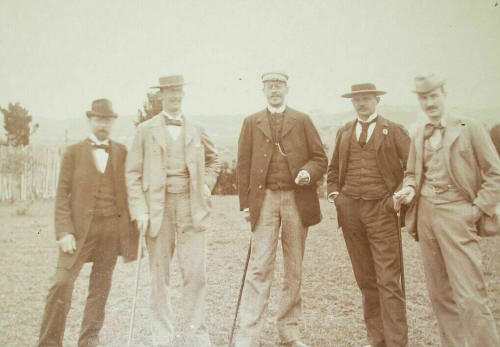
Expeditionsteilnehmer 1896/97 (Río Aisén), Hans Steffen in der Mitte

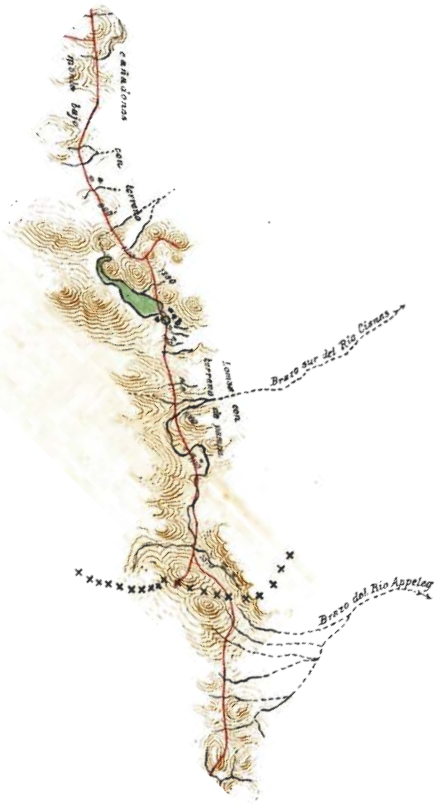
Wasserscheide im Quellgebiet des Río Cisnes und Río Appeleg.
Croquis von Hans Steffen, 1898

Als Hans Steffen 1889 nach Südamerika kam, waren schon sieben Jahre vergangen, seit sich Chile und Argentinien in einem Grenzvertrag darauf geeinigt hatten, wie ihre gemeinsame Grenze festzulegen sei. Die sollte in den Anden „[…] entlang der höchsten Gipfel dieser Kordillere, die die Wasser teilen, …“ verlaufen. Diese schlichte Regel konnte aber in Patagonien nicht so einfach umgesetzt werden, weil dort die kontinentale Wasserscheide oft östlich der Anden in der Hochebene liegt. Während Argentinien die Grenze gerne über die höchsten Andengipfel gezogen hätte, berief sich Chile darauf, dass die Wasserscheide das bestimmende Element der vereinbarten Grenzziehung sei. Das führte zu ernsthaften Spannungen zwischen den Nachbarn über die territorialen Verhältnisse in dieser Region, deren Topografie weitgehend unerforscht war. So bestand eine politische und wissenschaftliche Herausforderung darin, Patagonien zu erforschen.
Weit mehr als für seine akademische Lehrtätigkeit interessierte sich Steffen von Anfang an für die geographische Feldforschung und begann bald mit der Organisation eigener Expeditionen. Dazu studierte er in Santiago historische und zeitgenössische Quellen, zum Beispiel die Berichte über Missionsreisen der Jesuiten aus dem 18. Jahrhundert. Im Februar 1892 organisierte er auf eigene Faust eine erste Expedition zum Vulkan Osorno bei Puerto Montt, den er bis knapp unter den Gipfel bestieg, und zur Kordillere am Lago Todos Los Santos östlich des Vulkankegels. Zu seinem Team gehörten auch der Geodät Wilhelm Döll und der Geologe Carl Ochsenius.
Danach konnte er den Leiter der chilenischen Grenzkommission Diego Barros Arana von seinen Ideen zur Erforschung Patagoniens überzeugen. In den folgenden Jahren bis 1899 erhielt er mit dessen Unterstützung Regierungsaufträge für sieben Expeditionen, an denen auch mehrere andere deutsche Experten teilnahmen. Durch seine Forschungsreisen und zahlreiche Publikationen wurde Steffen zu einem hervorragenden und beachteten Experten für West-Patagonien, der von manchen chilenischen Beobachtern mit anderen Chilereisenden wie Charles Darwin oder Alexander von Humboldt auf eine Stufe gestellt wurde und bis heute in Chile großes Ansehen genießt.

### Delegationsbeirat für Chile
Chile und Argentinien hatten sich 1886 einem britischen Schiedsgericht unterworfen, um ihre Grenzstreitigkeiten friedlich zu klären. So wurde denn der Experte Steffen im Oktober 1899 zum wissenschaftlichen Beirat der chilenischen Delegation in London berufen. Er reiste nach Großbritannien und war wesentlich an der Erarbeitung der Exposition beteiligt, die dem Schiedsgericht die chilenische Position darstellen und einen Eindruck von der geographischen Beschaffenheit Patagoniens ermöglichen sollte. Danach begleiteten Steffen als Vertreter Chiles und Francisco Pascasio Moreno als Vertreter Argentiniens den britischen Gesandten des Schiedsgerichts Sir Thomas Holdich auf einer Inspektionsreise durch Westpatagonien. Schließlich kam es zu einem zweiten Gutachtervortrag in London. Der Schiedsspruch des englischen Königs fiel dann im November 1902.
In den folgenden Jahren widmete sich Hans Steffen weiterhin den bestimmenden Themen seines Forscherlebens und es erschienen zahlreiche Veröffentlichungen über Patagonien und den Grenzfindungsprozess, in den er involviert war. Aufgrund einer Lungenkrankheit war er gezwungen, Chile im Jahr 1913 zu verlassen. Er lebte fortan in der Nähe von Davos in der Schweiz, wo er am 7. April 1936 verstarb.

### Späteres Gedenken
Die italienischen Bergsteiger und Dokumentaristen Silvia Metzeltin und Gino Buscaini machten vor einigen Jahren das vergessene Grab Steffens in Davos ausfindig und setzten sich für ein würdiges Gedenken ein. Schließlich wurde auf Betreiben chilenischer Stellen die Urne Steffen, der sich eine letzte Ruhestätte in Patagonien gewünscht hatte, im April 2001 nach Chile überführt und im November 2006 in einem eigens dazu errichteten Mausoleum in Aisén beigesetzt.
Nach Hans Steffen benannt sind in Chile der Cerro Steffen („Steffen-Berg“) an der chilenisch-argentinischen Grenze bei 44°24" Süd, der Cerro Steffen am Westufer des Lago O’Higgins bei 48°33"Süd, im Grenzgebiet zu Argentinien, der Steffen-Gletscher im Nördlichen Patagonischen Eisfeld und der Steffen-Fjord am Baker-Kanal in Tortel, außerdem in Argentinien der Gletschersee Lago Steffen im Departamento Bariloche.